# Thornton (Colorado)
Thornton je město rozkládající se v okresech Adams County a Weld County ve státě Colorado ve Spojených státech amerických. Nachází se asi 16 kilometrů od centra Denveru, největšího města v Coloradu. Co do počtu obyvatel je šestým největším městem v Coloradu a 191. největším městem ve Spojených státech. 
K roku 2020 zde žilo 141 867 obyvatel. S celkovou rozlohou 98 km² byla hustota zalidnění 1 525 obyvatel na km². Místo, kde se dnes Thornton nachází, začalo být osidlováno až na počátku 50. let 20. století, když na území dnešního města začala rozsáhlá plánovaná residenční výstavba. Pojmenováno bylo po tehdejším coloradském guvernérovi Danu Thorntonovi.